# PZ-90
PZ-90 (en russe : Параметры Земли 1990 года, Parametry Zemli 1990 goda - en français : Paramètres de la Terre 1990) est le système géodésique russe mondial utilisé notamment par le système de navigation par satellite GLONASS (GLObal NAvigation Satellite System).
Il fait partie des systèmes géodésiques de référence internationaux (Global Geodetic Reference Frame ou GGRF), avec le WGS-84 américain (World Geodetic System pour le GPS), le GTRF (Galileo Terrestrial Reference Frame) européen et l'International Terrestrial Reference System (ITRS).

## Histoire
En 1946, le système de référence est le SK-92 ou Sistema Koordinat 1942, établi par le réseau des stations géodésiques de l'Union soviétique. Une nouvelle version, la SK-95, fut établie en 2002, à la suite du décret 568 du 28 juillet 2000. Les deux utilisaient l'ellipsoïde de Krassovski (en), du nom de l'astronome et géodésiste soviétique Féodossi Krassovski - ayant comme demi-axe majeur aKr = 6 378 245 m et un facteur d'aplatissement αKr = 1/298.3.
En 2000, un décret du gouvernement de la fédération de Russie (celui ayant mis en place le SK-95 en 2002) considère que la question de la navigation et du système géodésique est d'intérêt national. Le développement des flottes de satellites, la nécessité d'avoir des paramètres précis pour les orbites de ceux-ci (champ de gravité de la Terre, dimensions de la planète...) et l'utilisation de plus en plus grande du GLONASS, dans la vie quotidienne, ont rendu obligatoire l'évolution du GLONASS/GPS.
Une première mise à jour du système PZ-90 a été finalisée en 2002 - le PZ-90.02. Les améliorations qui en découlèrent (précision des calculs pour les éphémérides pour les satellites Ouragan - qui gèrent le système de navigation russe, précision des outils de mesure) furent appliquées au GLONASS en 2007.
Une deuxième mise à jour a eu lieu en 2011, avec les mesures plus précises apportées au GLONASS/GPS par des stations du SGN (Space Geodetic Network) et de l'International GNSS Service. Le PZ-90.11 devient l'année suivante le système géodésique de référence national pour les missions orbitales et la navigation.
Un autre système de coordination de référence géodésique, le GSK-2011 (Geodezicheskaya Sistema Koordinat 2011) a été défini comme système national pour la surveillance géodésique et la création de cartes, par le décret 1463 du 28 décembre 2012. Il utilise une ellipsoïde de référence ayant comme paramètres le demi-axe majeur aGSK = 6 378 136,5 m et le facteur d'aplatissement αGSK = 1/298,4151.

## Description du système géodésique PZ-90
Le PZ-90 prend comme origine le centre de masse de la Terre, incluant les océans et l'atmosphère, et se réfère donc sur un système géocentrique aux coordonnées cartésiennes - respectant la dernière version du Repère international de référence terrestre (en anglais : ITRF ou International Terrestrial Reference Frame) de 2008.
Le système de coordonnes est dans un référentiel cartésien orthogonal en X, Y et Z, avec pour origine le centre de masse de l'ellipsoïde PZ-90 (incluant les océans et l'atmosphère terrestre). L'axe Z est considéré comme le demi-axe mineur et les coordonnées géodésiques (latitude, longitude et altitude) dépendent également de l'ellipsoïde.
L'axe X est dirigé vers le point d'intersection du plan équatorial et du méridien Zéro défini par le Bureau international de l'heure (BIH). L'axe Z est considéré comme l'axe de rotation de l'ellipsoïde, dirigé sur le Conventional Terrestrial Pole (CTP). L'axe Y est orthogonal à ces deux axes et dirigé vers la droite (right-handed system).
Il est défini par 4 paramètres fondamentaux, :
- le demi-axe majeur de l'ellipsoïde - a = 6 378 136.0 m ;
- le facteur d'aplatissement de l'ellipsoïde terrestre - α = 1 / 298,257839303 ;
- la constante gravitationnelle géocentrique - fM (ou μTerre) = 398 600,4418.109 m3.s-2 ;
- la vitesse angulaire de la Terre - ω = 7,292115.10-5 rad.s-1.

### Conversions entre les systèmes géodésiques

#### Équation de transformation et exemples de conversions entre systèmes
Les conversions des coordonnées cartésiennes, dans le plan orthogonal en X,Y, Z et entre les systèmes géodésiques 1 et 2, se basent sur les valeurs suivantes :
- ΔX : élément de transformation linéaire selon la référence de translation en X, en mètre (m)
- ΔY  : élément de transformation linéaire en Y, en mètre (m)
- ΔZ : élément de transformation linéaire en Z, en mètre (m)
- ωX  : élément de transformation angulaire en X, en millième de radian (10-3 rad)
- ωY  : élément de transformation angulaire en Y, en millième de radian (10-3 rad)
- ωZ  : élément de transformation angulaire en Z, en millième de radian (10-3 rad)
- m  : élément de transformation d'échelle de plan (sans unité).

Cette transformation s'effectue à partir de l'équation suivante :
{\displaystyle {\begin{pmatrix}X\\Y\\Z\end{pmatrix}}_{2}=(1+m){\begin{pmatrix}1&+\omega _{Z}&-\omega _{Y}\\-\omega _{Z}&1&+\omega _{X}\\+\omega _{Y}&-\omega _{X}&1\end{pmatrix}}{\begin{pmatrix}X\\Y\\Z\end{pmatrix}}_{1}+{\begin{pmatrix}\Delta X\\\Delta Y\\\Delta Z\end{pmatrix}}}
| Numéro | Depuis système 1 | Vers système 2 | ΔX (m)        | ΔY (m)        | ΔZ (m)        | ωX (10-3 rad) | ωY (10-3 rad) | ωZ (10-3 rad) | m (10-6)        | Epoch  |
| ------ | ---------------- | -------------- | ------------- | ------------- | ------------- | ------------- | ------------- | ------------- | --------------- | ------ |
| 1      | SK-42            | PZ-90          | +25 ±2        | -141 ±2       | -80 ±3        | 0 ±100        | -350 ±100     | -660 ±100     | 0 ±0.250        | -      |
| 2      | SK-95            | PZ-90          | +25.90        | -130.94       | -81.76        | 0             | 0             | 0             | 0               | -      |
| 3      | PZ-90            | PZ-90.02       | -1.07 ±0.1    | -0.03 ±0.1    | +0.02 ±0,1    | 0             | 0             | -130 ±10      | -0.220 ±0.020   | 2002.0 |
| 4      | WSG-84           | PZ-90.02       | +0.36 ±0.1    | -0.08 ±0.1    | -0.18 ±0.1    | 0             | 0             | 0             | 0               | 2002.0 |
| 5      | PZ-90.02         | PZ-90.11       | -0.373 ±0.027 | +0.186 ±0.056 | +0.202 ±0.033 | -2.30 ±2.11   | +3.54 ±0.87   | -4.21 ±0.82   | -0.008 ±0.004   | 2010.0 |
| 6      | GSK-2011         | PZ-90.11       | 0.000 ±0.008  | +0.014 ±0.018 | -0.008 ±0.011 | -0.562 ±0.698 | -0.019 ±0.259 | +0.053 ±0.227 | -0.0006 ±0.0010 | 2011.0 |
| 7      | PZ-90.11         | IRTF2008       | -0.003 ±0.002 | -0.001 ±0.002 | 0.000 ±0.002  | +0.019 ±0.072 | -0.042 ±0.073 | +0.002 ±0.090 | -0.000 ±0.0003  | 2010.0 |

#### Données pour calculer les valeurs depuis un système géodésique vers PZ-90.11[8]
| Numéro | Depuis système 1 | ΔX (m)  | ΔY (m)   | ΔZ (m)  | ωX (10-3 rad) | ωY (10-3 rad) | ωZ (10-3 rad) | m (10-6) |
| ------ | ---------------- | ------- | -------- | ------- | ------------- | ------------- | ------------- | -------- |
| 1      | SK-42            | +23.557 | -140.844 | -79.778 | -2.30         | -346.46       | -794.21       | -0.228   |
| 2      | SK-95            | +24.457 | -130.784 | -81.538 | -2.30         | +3.54         | -134.21       | -0.228   |
| 3      | PZ-90            | -1.443  | +0.156   | +0.222  | -2.30         | +3.54         | -134.21       | -0.228   |
| 4      | WSG-84           | -0.013  | -0.106   | +0.222  | -2.30         | +3.54         | -4.21         | -0.008   |
| 5      | PZ-90.02         | -0.373  | +0.186   | +0.202  | -2.30         | +3.54         | -4.21         | -0.008   |
| 6      | ITRF2008         | +0.003  | +0.001   | 0.008   | -0.019        | +0.042        | -0.002        | 0.000    |

### Localisation des stations du réseau PZ-90.11

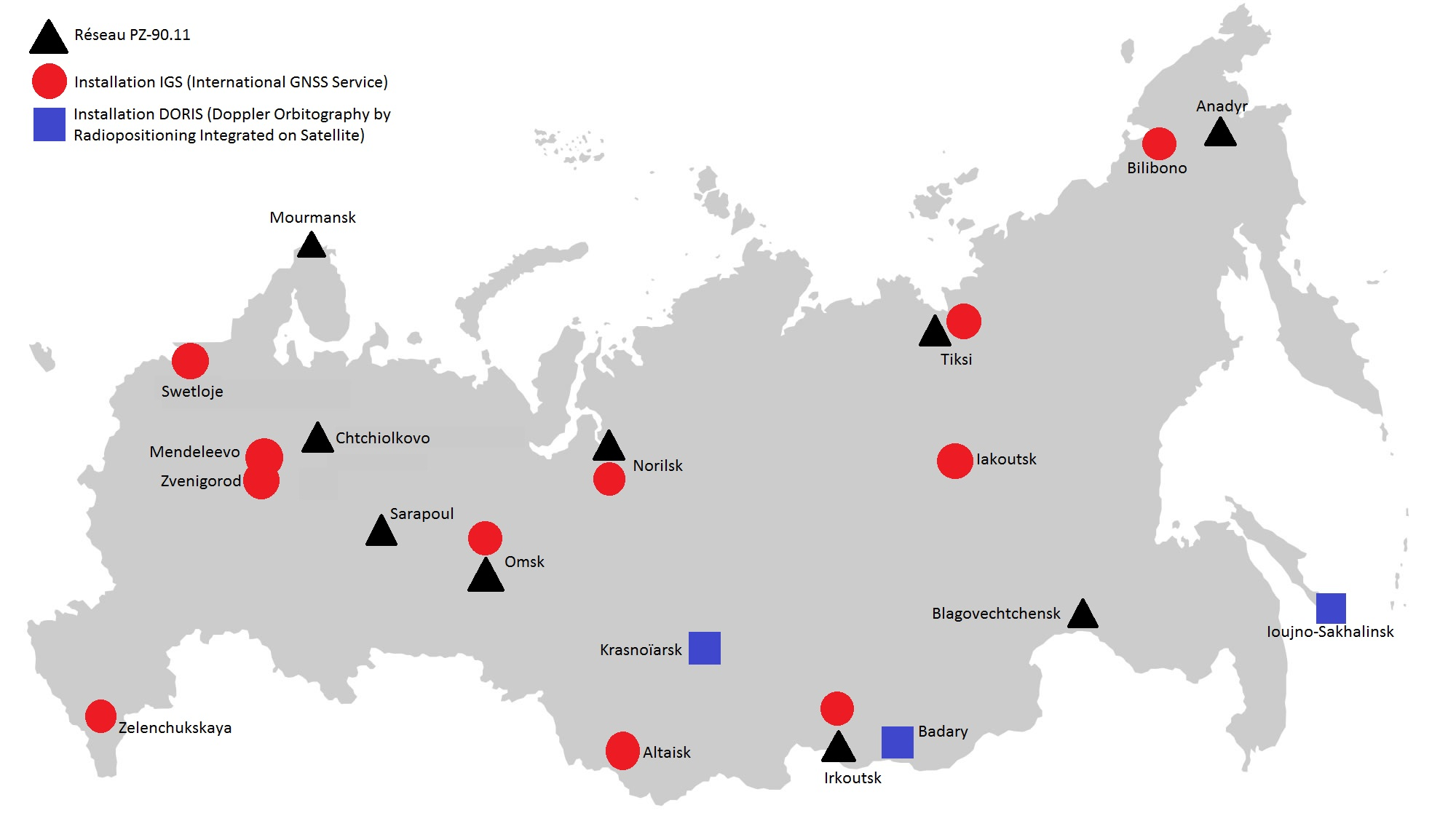
Localisation des stations du réseau PZ-90.11 (SGN), IGS et DORIS en Russie

Le réseau PZ-90.11 est étendu sur tout le territoire russe, :
- Océan Arctique
  - Mourmansk
  - Norilsk
  - Tiksi
- Détroit de Béring
  - Anadyr
- Russie de l'Ouest
  - Chtchiolkovo
  - Sarapoul
- Sibérie
  - Omsk
  - Irkoutsk
  - Blagovechtchensk

Il est intégré dans le dispositif regroupant les installations IGS et DORIS, les premières étant situées parfois dans les mêmes villes que pour le PZ-90.11 (Norilsk, Tiksi, Omsk et Irkoutsk).

## Versions
- 90.02, créé en 2002 précision absolue de 0,3 à 0,5 m, précision relative de 2 à 3 cm[11].

- 90.11, créé en 2011, précision absolue de 5 cm, précision relative de 0,5 à 1 cm[11].